# Rhopalocarpus louvelii
Rhopalocarpus louvelii là một loài thực vật có hoa trong họ Sphaerosepalaceae. Loài này được (Danguy) Capuron miêu tả khoa học đầu tiên năm 1962.